# Пітерсберг (Аляска)
Пітерсберг (англ. Petersburg ['pɪtəzˌbə:g]) — місто (англ. city) на острові Міткова, який є частиною Олександрівського архіпелага. Адміністративний центр боро Пітерсберг штату Аляска (США). Населення — 3398 осіб (2020).

## Історія
Північний кінець острова Міткова має залишки літнього табору рибалок, які датовані приблизно початком нашої ери (2000 років тому). Поступово індіанці Аляски стали жити тут цілий рік.
Пітерсберг названо на честь Пітера Бушмана (англ. Peter Buschmann), норвезького іммігранта, який оселився на північному березі острова наприкінці 1890-х. Між 1890 і 1900 роками він побудував лісопильню, док і консервний завод, на якому для охолодження риби використовувалися айсберги, яких завжди багато в цій місцевості. Консервний завод працює й досі.
Поступово це стало основною діяльністю Пітерсберга, який до 1910 року був зареєстрований містом. Населяли його значною мірою люди скандинавського походження. Пітерсберг отримав прізвисько «Мала Норвегія». День Конституції Норвегії (17 травня) святкується щорічно в Пітерсберзі у третю неділю травня.
Пітерсберг — одна з головних рибальських громад штату Аляска.

## Географія
Пітерсберг розташований на острові Міткова, за координатами 56°45′48″ пн. ш. 132°52′33″ зх. д. / 56.76333° пн. ш. 132.87583° зх. д. (56.763209, -132.875740).  За даними Бюро перепису населення США в 2010 році місто мало площу 118,18 км², з яких 114,30 км² — суходіл та 3,88 км² — водойми.

### Клімат
| Клімат : Пітерсберг     | Клімат : Пітерсберг | Клімат : Пітерсберг | Клімат : Пітерсберг | Клімат : Пітерсберг | Клімат : Пітерсберг | Клімат : Пітерсберг | Клімат : Пітерсберг | Клімат : Пітерсберг | Клімат : Пітерсберг | Клімат : Пітерсберг | Клімат : Пітерсберг | Клімат : Пітерсберг | Клімат : Пітерсберг |
| Показник                | Січ.                | Лют.                | Бер.                | Квіт.               | Трав.               | Черв.               | Лип.                | Серп.               | Вер.                | Жовт.               | Лист.               | Груд.               | Рік                 |
| Абсолютний максимум, °C | 17,2                | 18,9                | 18,9                | 22,8                | 26,1                | 28,3                | 28,9                | 28,3                | 27,2                | 22,2                | 17,8                | 19,4                | 28,9                |
| Середній максимум, °C   | 1,6                 | 3,8                 | 6,3                 | 10,2                | 13,8                | 16,6                | 17,7                | 16,8                | 13,3                | 8,7                 | 4,2                 | 2,2                 | 9,6                 |
| Середній мінімум, °C    | −4,8                | −3,1                | −1,4                | 1,0                 | 3,9                 | 7,1                 | 8,9                 | 8,4                 | 6,1                 | 3,1                 | −0,7                | −3,1                | 2,1                 |
| Абсолютний мінімум, °C  | −28,3               | −26,1               | −21,1               | −12,2               | −6,1                | −1,7                | 2,8                 | 0,0                 | −5,6                | −10,6               | −22,2               | −23,3               | −28,3               |
| Норма опадів, мм        | 270                 | 209                 | 210                 | 175                 | 160                 | 123                 | 133                 | 168                 | 288                 | 446                 | 326                 | 284                 | 2793                |
| ----------------------- | ------------------- | ------------------- | ------------------- | ------------------- | ------------------- | ------------------- | ------------------- | ------------------- | ------------------- | ------------------- | ------------------- | ------------------- | ------------------- |
| Джерело: NOAA           |                     |                     |                     |                     |                     |                     |                     |                     |                     |                     |                     |                     |                     |

## Демографія
Згідно з переписом 2010 року, у місті мешкало 2948 осіб у 1252 домогосподарствах у складі 791 родини. Густота населення становила 25 осіб/км².  Було 1356 помешкань (11/км²).
Расовий склад населення:
| - 80,0 % — білих - 7,0 % — корінних американців - 3,2 % — азіатів - 0,4 % — чорних або афроамериканців - 0,2 % — вихідців з тихоокеанських островів - 1,2 % — осіб інших рас |

До двох чи більше рас належало 7,9 %. Частка іспаномовних становила 3,7 % від усіх жителів.
За віковим діапазоном населення розподілялося таким чином: 23,3 % — особи молодші 18 років, 64,9 % — особи у віці 18—64 років, 11,8 % — особи у віці 65 років та старші. Медіана віку мешканця становила 41,4 року. На 100 осіб жіночої статі у місті припадало 104,9 чоловіків;  на 100 жінок у віці від 18 років та старших — 105,9 чоловіків також старших 18 років.
Середній дохід на одне домашнє господарство  становив 84 110 доларів США (медіана — 68 641), а середній дохід на одну сім'ю — 98 643 долари (медіана — 89 500). Медіана доходів становила 60 852 долари для чоловіків та 44 398 доларів для жінок. За межею бідності перебувало 10,8 % осіб, у тому числі 10,0 % дітей у віці до 18 років та 13,2 % осіб у віці 65 років та старших.
Цивільне працевлаштоване населення становило 1586 осіб. Основні галузі зайнятості: сільське господарство, лісництво, риболовля — 24,9 %, освіта, охорона здоров'я та соціальна допомога — 19,5 %, виробництво — 12,4 %, роздрібна торгівля — 9,1 %.

## Транспорт
Оскільки місто розташоване на острові, дістатися до Пітерсберга можна лише повітряним шляхом або морем.

## Навчальні заклади
- Пітерсберзька вища школа (англ. Petersburg High School)